# Hotel Chile

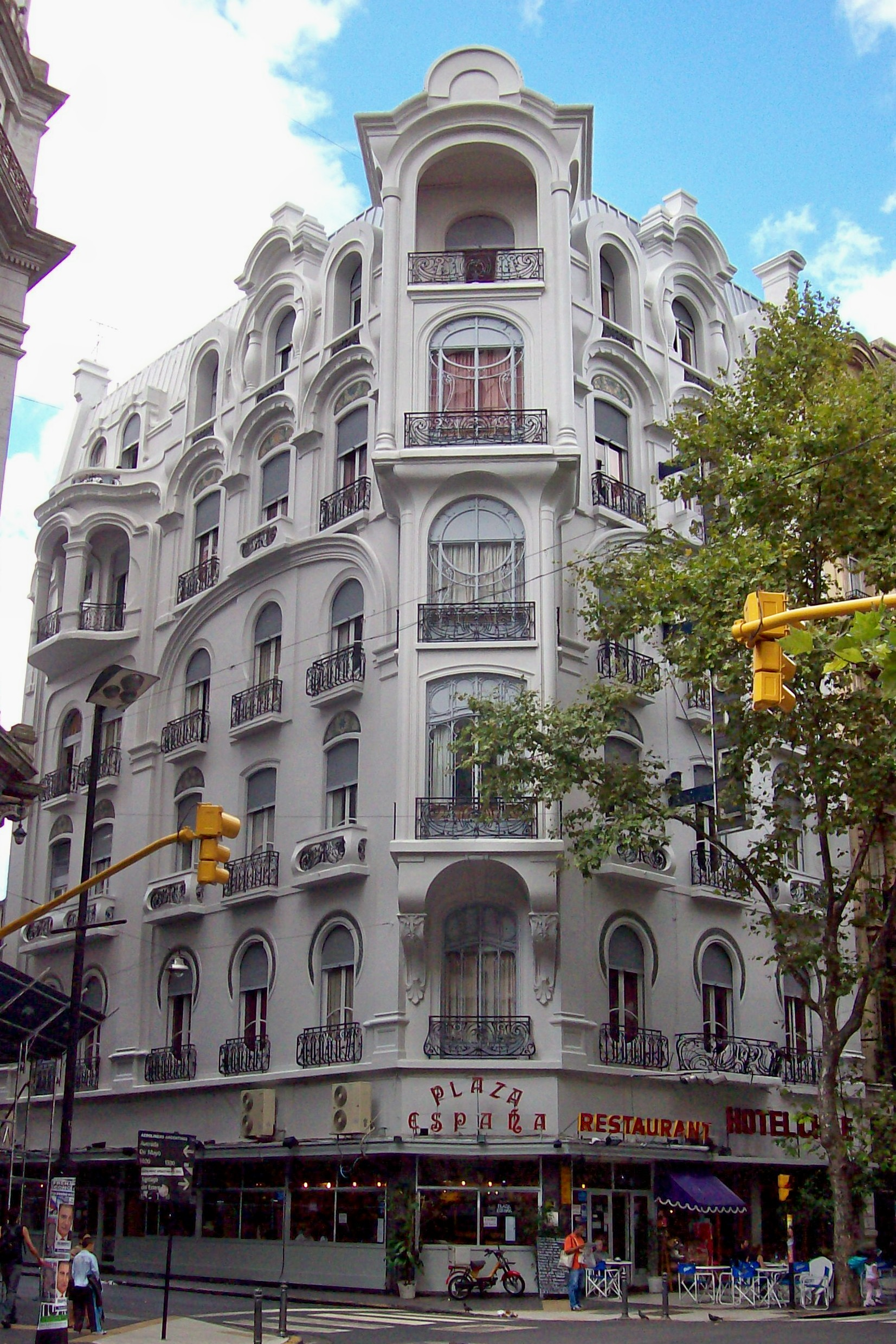
Hotel Chile

Das Hotel Chile ist ein Hotel in der argentinischen Hauptstadt Buenos Aires. Es befindet sich an der Straßenecke Avenida de Mayo und Calle Santiago del Estero im Stadtteil Montserrat. Das 70-Zimmer-Hotel wurde 1907 von dem französischen Architekten Louis Dubois, einem Absolventen der École des Beaux-Arts in Paris, entworfen und ist eines der bekanntesten noch existierenden Beispiele des französischen Jugendstils in der Stadt.